# Franz Anton Terbeck
Franz Anton Terbeck (* 26. Oktober 1815 in Rheine; † 27. Mai 1891 in Vechta) war ein deutscher katholischer Priester und Schulleiter. Außerdem war er Abgeordneter im Preußischen Landtag.

## Lebensweg
Terbeck erhielt seine Schulausbildung im Progymnasium des Franziskanerordens in Rheine und bis zu seinem Abitur 1835 am Gymnasium Paulinum in Münster. Anschließend studierte er Theologie an der Akademie in Münster. Dort empfing er am 5. Juni 1841 die Priesterweihe. Danach war er bis 1848 zunächst Kaplan und Hilfslehrer in seiner Geburtsstadt Rheine.
Parallel absolvierte er in dieser Zeit ein philologisches Ergänzungsstudium und erhielt nach dem Examen 1844 die Stelle eines Lehrers am Progymnasium in Rheine. 1848 wechselte er als Seminaroberlehrer nach Bühren. Bei Ausbruch der Revolution im März 1848 engagierte sich Terbeck auch politisch und gehörte von 1849 bis 1860 dem Preußischen Landtag an. Durch die parlamentarische Arbeit war er stark eingebunden und hielt sich einen erheblichen Teil des Jahres in Berlin auf. 1861 wurde er unter dem Bischöflichen Offizial Engelbert Reismann Direktor des im gleichen Jahr gegründeten Katholischen Lehrerseminars in Vechta, dessen Ausbau er in den folgen den Jahren organisierte. 1872 wurde er darüber hinaus zum Mitglied des Katholischen Oberschulkollegiums mit dem Titel Oberschulrat ernannt und übte dieses Amt bis zu seinem Tode aus.